# Денежный поток
Денежный поток (англ. cash flow), или поток денег, поток платежей, кэш-фло, кэш-флоу — совокупность распределенных во времени поступлений (притока) и выплат (оттока) денежных средств, генерируемых хозяйственной деятельностью предприятия, независимо от источников их образования.

## Содержание понятия
Понятие денежного потока включает в себя различные виды потоков, связанных с экономической деятельностью. Потоки можно классифицировать по различным основаниям. В соответствии с международными стандартами учета различают следующие денежные потоки:
- от операционной (текущей) деятельности;
- от инвестиционной деятельности;
- от финансовой деятельности.

Эта классификация является наиболее важной, так как именно она лежит в основе финансового анализа, построения прогнозов, составления финансовой отчетности и т. д. Другими основаниями для классификации являются следующие свойства денежных потоков.

### По направленности движения
По направленности движения денежных средств различают:
- положительный денежный поток, отражающий поступление денежных средств;
- отрицательный денежный поток, отражающий выплату денежных средств.

### По методу исчисления объема
По методу исчисления объема денежные потоки подразделяют на:
- валовой, который характеризует всю совокупность поступлений или расходования денежных средств в рассматриваемом периоде времени;
- чистый, который показывает разницу между положительными и отрицательными денежными потоками (между поступлением и расходованием денежных средств) в рассматриваемом периоде времени.

Расчет чистого денежного потока ({\displaystyle NCF}) в рассматриваемом периоде времени осуществляется по следующей формуле:
{\displaystyle NCF=PosCF-NegCF},
где {\displaystyle PosCF} — сумма положительного денежного потока; {\displaystyle NegCF} — сумма отрицательного денежного потока.

### По времени
По методу оценки во времени различают следующие виды денежных потоков:
- настоящий — характеризует денежные потоки предприятия как единую сопоставимую величину, приведенную по стоимости к текущему моменту времени;
- будущий — характеризует денежные потоки предприятия как единую сопоставимую величину, приведенную по стоимости к конкретному предстоящему моменту времени.

Различение настоящего и будущего потока важно, так как фактор времени имеет значение при определении ценности потока (см. Стоимость денег с учётом фактора времени).

### По стабильности временных интервалов
По стабильности временных интервалов различают денежные потоки:
- с равномерными временными интервалами в рамках рассматриваемого периода;
- с неравномерными временными интервалами в рамках рассматриваемого периода.

Поток платежей, все члены которого либо положительные, либо отрицательные (выплаты), а временные интервалы между платежами одинаковы, называют регулярным денежным потоком, или финансовой рентой, или аннуитетом.

## Парадокс прибыли
Парадоксом прибыли называется ситуация, при которой финансовый результат (прибыли или убыток) может не совпадать с изменением денежного остатка. При наличии прибыли предприятие может не иметь денег на счетах и наоборот иметь их при наличии убытка. Несовпадение может возникать по следующим причинам.
1. Использование различных методов отражения в учете отдельных хозяйственных операций (например, методы оценки по отгрузке или по оплате), в то время как на показатель денежного потока это не оказывает никакого влияния.
2. При расчете прибыли за анализируемый период не учитываются крупные капитальные расходы (они списываются частями в результате начисления амортизации).
3. Прибыль снижается из-за неденежных расходов (амортизация, недоамортизированная стоимость выбывших активов).
4. Изменение собственного и заемного капитала, тогда как при расчете прибыли учитываются только суммы, характеризующие платность этих ресурсов (проценты, дивиденды).
5. На величину денежного потока оказывает влияние изменение оборотного капитала (запасов, дебиторской и кредиторской задолженности), которое может приводить к притоку или оттоку денежных средств, не оказывая влияния на прибыль.

## Методы оценки потоков
Существует два основных метода оценки потоков: прямой и косвенный. При прямом методе выручка от продажи корректируется на денежные поступления и затраты. Косвенный метод основан на корректировке чистой прибыли предприятия в чистый денежный поток.

### Прямой метод
При прямом методе чистый денежный поток рассчитывается путем сложения всех денежных доходов и вычитания всех денежных расходов. Обычно такой анализ осуществляется в разрезе трех основных видов деятельности: операционной, инвестиционной и финансовой.
1. Чистый поток от операционной деятельности равен разности между денежной выручкой от реализации готовой продукции и всеми денежными расходами, связанными с закупкой сырья материалов, выплатой заработной платы, уплатой процентов, налогов и т. д.
2. Чистый поток от инвестиционной деятельности равен разности между выручкой от реализации активов и расходами на инвестиции в активы. Сюда же включается разность между полученными и выплаченными дивидендами.
3. Чистый поток от финансовой деятельности равен разности между полученными и погашенными кредитами.

### Косвенный метод
При косвенном методе чистая прибыль корректируется на неденежные доходы и расходы.
1. Прибавляется амортизация.
2. Вычитается изменение дебиторской задолженности и прибавляется изменение кредиторской.
3. Прибавляется изменение доходов будущих периодов и вычитается изменение расходов будущих периодов.
4. Учитывается получение и погашение кредитов и т. д.

## Учёт фактора времени
Если денежные потоки к разным периодам времени, то напрямую сопоставлять их некорректно. Учёт фактора времени осуществляется с помощью дисконтирования денежных потоков.